# Micereces de Tera
Micereces de Tera ist ein nordwestspanischer Ort und eine Gemeinde (municipio) mit nur noch 414 Einwohnern (Stand: 2024) im Süden der Provinz Zamora in der Autonomen Gemeinschaft Kastilien-León. neben dem Hauptort Micereces de Tera gehören die Ortschaften Abraveses de Tera, Aguilar de Tera, Puente de Tera und El Tamaral zur Gemeinde.

## Lage und Klima
Micereces de Tera liegt am westlichen Rand der Kastilischen Hochebene (Meseta Iberica) in einer Höhe von ca. 720 m. Der Río Tera begrenzt die Gemeinde im Norden. Die Provinzhauptstadt Zamora ist gut 60 Kilometer (Fahrtstrecke) in südsüdöstlicher Richtung entfernt. 
Das gemäßigte Kontinentalklima wird nur selten vom Atlantik beeinflusst.

## Bevölkerungsentwicklung
| Jahr      | 1970 | 1981 | 1991 | 2001 | 2011 | 2021 |
| Einwohner | 978  | 784  | 671  | 644  | 550  | 443  |

## Sehenswürdigkeiten

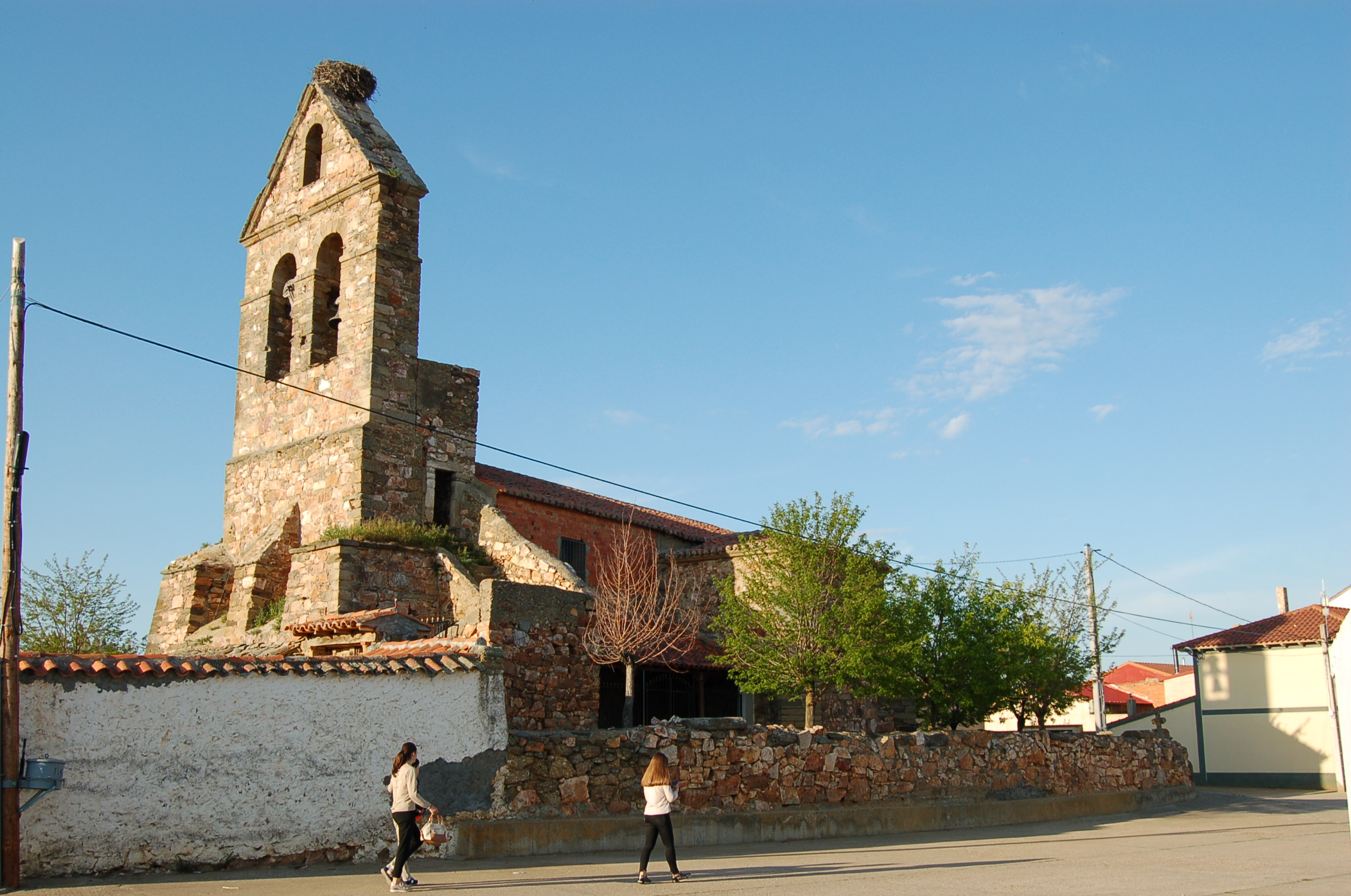
Jakobskirche
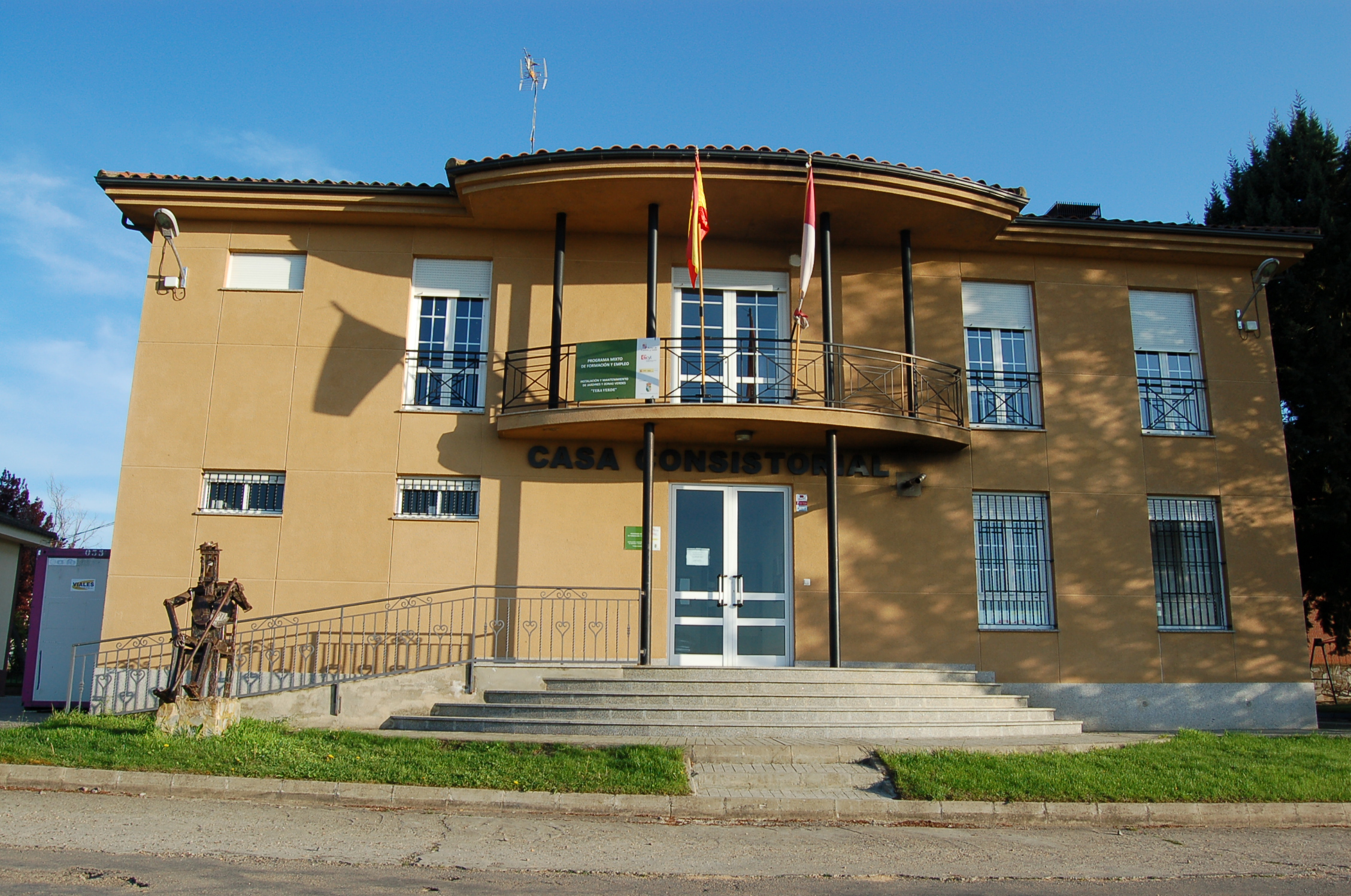
Rathaus

- Jakobskirche
- Rathaus